# Acre de los Héroes (Sudáfrica)
El Acre de los Héroes (en afrikáans:  Die Helde Akker; en inglés: Heroes' Acre) es una sección del cementerio de la calle Church en la ciudad de Pretoria, en Sudáfrica. Fue establecido en 1867, y contiene las tumbas de ciudadanos reconocidos y figuras públicas. Es el lugar de sepultura de una serie de personajes históricos como Andries Pretorius, Paul Kruger y Hendrik Verwoerd. El antihéroe australiano de la Guerra de los Bóeres Breaker Morant (ejecutado por los británicos por crímenes de guerra durante la Segunda Guerra Anglo-Bóer), también está enterrado aquí. 
A pesar de que el lugar está protegido, el cementerio está en parte destrozado y en malas condiciones. Algunas cruces y lápidas de cobre están dañadas y en ocasiones son vendidos como chatarra. 